# The Lost Episodes
 (avril 2016).
Si vous disposez d'ouvrages ou d'articles de référence ou si vous connaissez des sites web de qualité traitant du thème abordé ici, merci de compléter l'article en donnant les références utiles à sa vérifiabilité et en les liant à la section « Notes et références ».
Albums de Frank Zappa
Civilization, Phaze III
(1994) Läther
(1996)
The Lost Episodes est un album posthume de Frank Zappa sorti en 1996.
Les titres sont tous des inédits et sont issus d'enregistrements qui s'étendent de 1958 (The Blackouts) à 1980 (I Don't Wanna Get Drafted)

## Titres
1. The Blackouts – 22 s
2. Lost in a Whirlpool (Van Vliet, Zappa) – 2 min 46 s
3. Ronnie Sings? – 1 min 05 s
4. Kenny's Booger Story – 33 s
5. Ronnie's Booger Story – 1 min 16 s
6. Mount St. Mary's Concert Excerpt – 2 min 28 s
7. Take Your Clothes Off When You Dance – 3 min 51 s
8. Tiger Roach (Van Vliet, Zappa) – 2 min 20 s
9. Run Home Slow Theme – 1 min 25 s
10. Fountain of Love (Zappa, Ray Collins) – 2 min 08 s
11. Run Home Cues, #2 – 28 s
12. Any Way the Wind Blows – 2 min 14 s
13. Run Home Cues, #3 – 11 s
14. Charva – 1 min 59 s
15. The Dick Kunc Story – 46 s
16. Wedding Dress Song (Trad., arr. Zappa) – 1 min 14 s
17. Handsome Cabin Boy (Trad., arr. Zappa) – 1 min 21 s
18. Cops & Buns – 2 min 36 s
19. The Big Squeeze – 43 s
20. I'm a Band Leader – 1 min 14 s
21. Alley Cat (Van Vliet, Zappa) – 2 min 47 s
22. The Grand Wazoo – 2 min 12 s
23. Wonderful Wino (Zappa, Jeff Simmons) – 2 min 47 s
24. Kung Fu – 1 min 06 s
25. RDNZL – 3 min 49 s
26. Basement Music #1 – 3 min 46 s
27. Inca Roads – 3 min 42 s
28. Lil' Clanton Shuffle – 4 min 47 s
29. I Don't Wanna Get Drafted – 3 min 24 s
30. Sharleena – 11 min 54 s

## Musiciens
- Frank Zappa : guitare, voix, batterie, claviers, basse
- Wayne Lyles
- Terry Wimberly
- Elwood Jr. Madeo
- Don Van Vliet, Ronnie Williams, Kenny Williams, Ray Collins, Dick Kunc, Patrolman LaFamine, Ricky Lancelotti, Terry Bozzio, Dale Bozzio, Ray White, Ike Willis : voix
- Bobby Zappa : guitare rythmique
- Malcolm McNab, Chuck Foster, Sal Marquez : trompette
- Peter Arcaro : trompette, cuivres
- Philip Barnett, Don Christlieb : hautbois
- Barry : instruments à vent
- Danny Helferin : piano
- Tony Rodriguez (Tony Rodriquenz) : saxophone alto
- Caronga Ward, Alex Snouffer, Janschi, Chuck Domanico, Erroneous, Tom Fowler, Arthur Barrow, Max Bennett : basse
- Chuck Grove (Chuck Glave), Vic Mortensen, John Guerin, Jimmy Carl Black, Drumbo (John French), Aynsley Dunbar, Ralph Humphrey, Chester Thompson, Vinnie Colaiuta : batterie
- Ron Myers, Bruce Fowler : trombone
- Chick Carter : flute, saxophone ténor et baryton
- Pete Christlieb : saxophone ténor
- Art Tripp : marimba, vibraphone
- Don Preston : claviers
- Dick Barber : snorks[Quoi ?]
- Winged Eel Fingerling (Elliot Ingber) : guitare
- George Duke : piano, clavinet
- Ian Underwood : saxophone
- Ruth Underwood : percussion
- Jean-Luc Ponty, Don Sugar Cane Harris : violon
- Tommy Mars : claviers, voix

## Production
- Production : Frank Zappa
- Ingénierie : Spencer Chrislu
- Direction musicale : Frank Zappa
- Conception pochette : Steven Jurgensmeyer
- Illustrations : Gabor Csupo